# John E. Miles

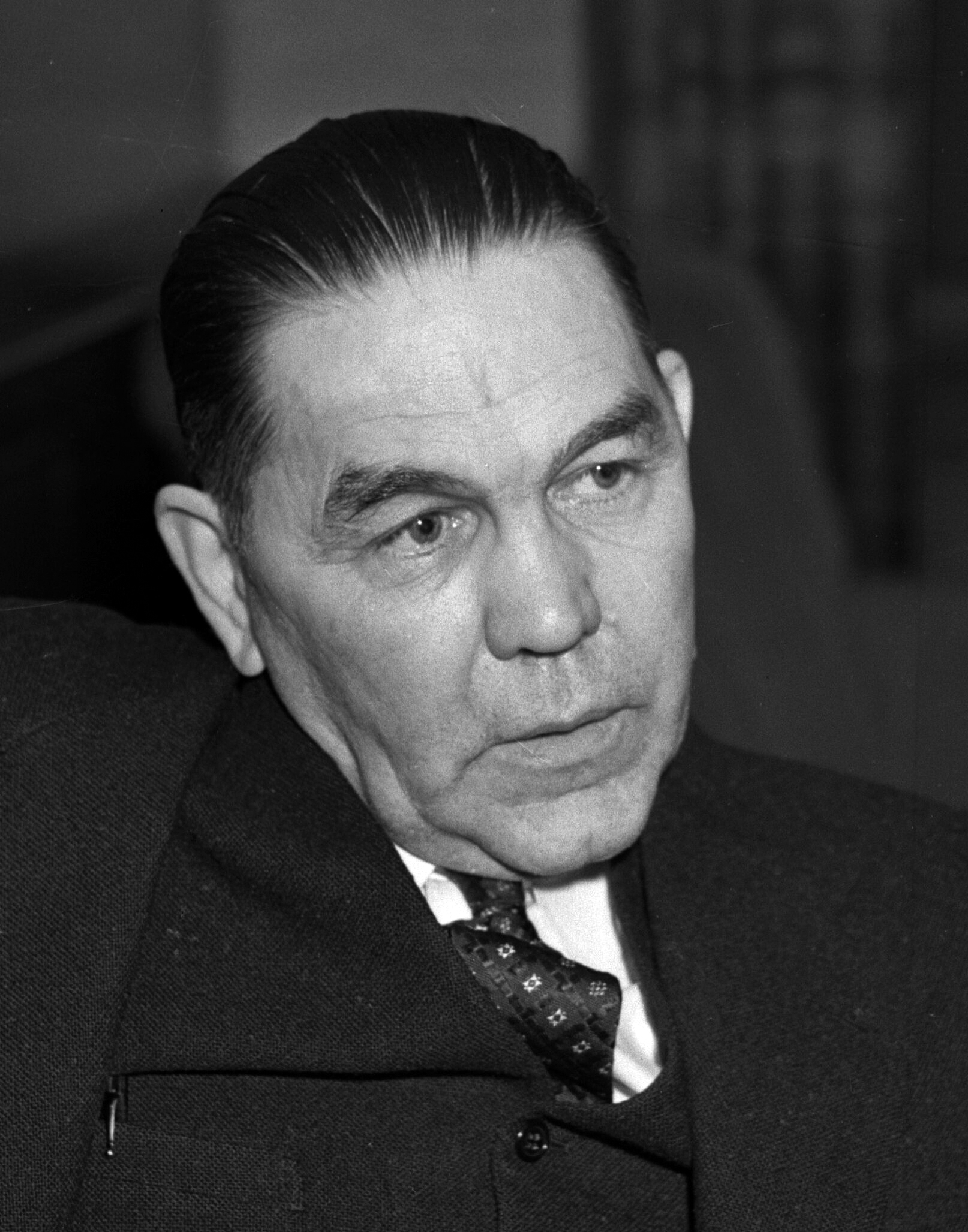
John E. Miles (1938)

John Esten Miles (* 28. Juli 1884 in Murfreesboro, Tennessee; † 7. Oktober 1971 in Santa Fe, New Mexico) war ein US-amerikanischer Politiker und von 1939 bis 1943 der zwölfte Gouverneur des Bundesstaates New Mexico.

## Frühe Jahre und politischer Aufstieg
John Miles besuchte die örtlichen Schulen seiner Heimat. Im Alter von 17 Jahren verließ er Tennessee und zog zunächst nach Texas, wo er als Farmer arbeitete. Nach einer schlechten Ernte im Jahr 1906 zog er in das Oklahoma-Territorium und dann nach Endee in New Mexico. Dort war er sowohl im Verlegergeschäft als auch in der Viehzucht engagiert. Zwischen 1917 und 1920 war er Leiter der Poststelle in Endee und von 1920 bis 1924 Assessor im Quay County. Von 1925 bis 1927 sowie nochmals von 1931 bis 1934 war Miles bei der Steuerkommission von New Mexico beschäftigt.
Zwischen 1934 und 1938 war Miles Vorsitzender der Demokratischen Partei in New Mexico. Damals waren die Demokraten in New Mexico in zwei Lager gespalten, wobei das eine Präsident Franklin D. Roosevelt und dessen New-Deal-Politik unterstützte, während das andere Lager in Opposition zum Präsidenten und dessen Politik stand. Miles verhielt sich in dieser Auseinandersetzung eher neutral. Das machte ihn für beide Parteiflügel akzeptabel. Am 8. November 1938 wurde er mit 52:48 Prozent der Stimmen gegen den Republikaner Albert K. Mitchell zum neuen Gouverneur seines Staates gewählt.

## Gouverneur von New Mexico
John Miles trat sein Amt am 1. Januar 1939 an. Nach einer Wiederwahl im Jahr 1940 konnte er es bis zum 1. Januar 1943 ausüben. In dieser Zeit wurde der Conchas-Damm fertiggestellt. Die Viehzucht erlebte in diesen Jahren einen großen Aufschwung in New Mexico. Der letzte Teil seiner Gouverneurszeit war von der Ereignissen des Zweiten Weltkrieges überschattet, an dem die USA seit dem 7. Dezember 1941, nach dem japanischen Angriff auf Pearl Harbor teilnahmen. Der Gouverneur unterstützte die Umstellung der Wirtschaft auf Kriegsbedarf. Außerdem mussten auch in New Mexico Soldaten für die Streitkräfte rekrutiert werden.

## Weiterer Lebenslauf
Nach dem Ende seiner Amtszeit wurde John Miles Vorsitzender der Kommission für den öffentlichen Dienst von New Mexico. Dieses Amt hatte er von 1943 bis 1945 und nochmals von 1959 bis 1960 inne. Bei den Wahlen im Jahr 1944 kandidierte er erfolgreich für das Amt des New Mexico Commissioners of Public Lands. Er bekleidete den Posten von 1945 bis 1948. Zwischen Januar 1949 und Januar 1951 war er Mitglied des US-Repräsentantenhauses in Washington, wobei er sich in den Vorwahlen der Demokraten gegen die Amtsinhaberin Georgia Lee Lusk durchsetzte. Während des Koreakrieges war Miles Mitglied der Preisstabilitätskommission der Bundesregierung. Miles war von 1951 bis 1952 Director of Enforcement im Office of Price Stabilization in Denver (Colorado). Von 1961 bis 1964 war er noch einmal Vorsitzender der Demokratischen Partei in New Mexico. John Miles verstarb im Oktober 1971. Er war mit Susie Wade verheiratet, mit der er sieben Kinder hatte.